# Повіт Кіта-Цуґару
Пові́т Кіта́-Цуґа́ру (яп. 北津軽郡, きたつがるぐん, МФА: [kʲi̥ta t͡sugaɾu guɴ]) — повіт в префектурі Аоморі, Японія.